# 圣塞巴斯蒂安德赖
圣塞巴斯蒂安德赖德（法語：Saint-Sébastien-de-Raids，法語發音：[sɛ̃ sebastjɛ̃ də ʁɛ]）是法国芒什省的一个市镇，属于库唐斯区。

## 地理
圣塞巴斯蒂安德赖（49°11'26"N, 1°22'17"W）面积5.27 平方千米，位于法国诺曼底大区芒什省，该省份为法国西北部沿海省份，西、北、东北三面环大西洋，东起顺时针与卡爾瓦多斯省、奧恩省、马耶讷省和伊勒-维莱讷省接壤。
与圣塞巴斯蒂安德赖接壤的市镇（或旧市镇、城区）包括：塞沃河畔圣日耳曼、马尔谢雪、佩里耶、赖村、圣马丹多比尼。

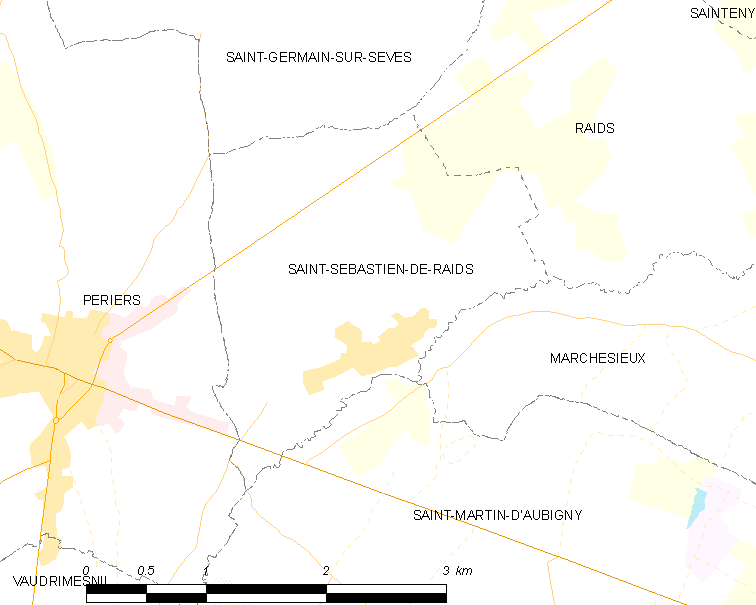
圣塞巴斯蒂安德赖的OSM定位图

圣塞巴斯蒂安德赖的时区为UTC+01:00、UTC+02:00（夏令时）。

## 行政
圣塞巴斯蒂安德赖的邮政编码为50190，INSEE市镇编码为50552。

## 政治
圣塞巴斯蒂安德赖所属的省级选区为阿贡-库坦维尔县。

## 人口

1962-2008年间圣塞巴斯蒂安德赖人口变化图示

圣塞巴斯蒂安德赖于2022年1月1日时的人口数量为325人。